# Cal Torrents (Avinyonet del Penedès)
Cal Torrents és un edifici del municipi d'Avinyonet del Penedès (Alt Penedès) protegit com a bé cultural d'interès local.

## Descripció
És una casa entre mitgeres amb planta en forma de L, i coberta de teula àrab a dues aigües, composta de planta baixa i pis. Destaca un gran portal d'arc de mig punt adovellat, amb carreus grans i allargats, ben tallats i regulars. A les cases de la vora, també entre mitgeres, en resten d'altres, de portals. No són, però, de la mateixa categoria i de qualitat. Són arcs de mig punt més petits, tapats amb pintura i arrebossats, llindats motllurats o rebaixats.